# DuckDuckGo
DuckDuckGo (DDG) ist eine Websuchmaschine, die keine persönlichen Informationen sammelt. Die Website ist im September 2008 Online gegangen.
DuckDuckGo gibt an, sich von anderen Suchmaschinen zu unterscheiden, weil sie Nutzer nicht profiliere und für alle Nutzer gleiche Ergebnisse anzeigt. Die Suchmaschine betont, dass statt der meistgesuchten die besten Suchergebnisse angezeigt würden, wobei die Suchergebnisse aus über 400 Quellen wie Wikipedia sowie Suchmaschinen wie Bing, Yahoo oder Yandex entstammten. Der Datenschutz war nicht das ursprüngliche Ziel, sondern folgte aus Rückfragen von Nutzern auf Hacker News und Reddit.
Anfang 2021 hatte die Seite erstmals mehr als 102 Millionen Suchanfragen an einem Tag. 2020 war der Durchschnitt der Anfragen gegenüber dem Vorjahr um 62 % gestiegen.
Für die Betriebssysteme Android sowie iOS wird auch eine Browser-App angeboten: DuckDuckGo Privacy Browser. Der Quelltext ist auf GitHub öffentlich einsehbar.

## Geschichte
DuckDuckGo wurde von Gabriel Weinberg (* 1979) gegründet und startete am 29. Februar 2008. In jungen Jahren programmierte er einen Onlineshop für die Schneiderei seiner Mutter. Er studierte Physik am Massachusetts Institute of Technology und verkaufte seine Datenbank für E-Mail-Adressen im Jahr 2006 für 10 Millionen US-Dollar. Weinberg hat einen Bachelor of Science in Physik und einen Master of Science in Technology and Policy. Im Jahr 2005 verfasste Weinberg seine Masterarbeit im Studiengang Technologie und Politik über das Problem Spam.
Weniger Werbung und mehr Relevanz waren auch das ursprüngliche Ziel von DuckDuckGo. Noch im Januar 2011 wurde DuckDuckGo von Weinberg allein betrieben und fiel damals durch eine Werbefläche im Bezirk South of Market von San Francisco auf, die das Tracking durch Google thematisierte. Diese ungewöhnliche Maßnahme an der Straße über die Bay Bridge wurde von diversen Massenmedien der Vereinigten Staaten aufgegriffen.
Da die DuckDuckGo-Nutzung deutlich zunahm, stiegen im Herbst 2011 mehrere Investoren ein. Mancher Journalist sah die abschaltbare Werbung auf DuckDuckGo als kein Geschäftsmodell. Offizielles Geschäftsmodell von DuckDuckGo ist Werbung, die auf die Suchbegriffe bezogen ist.
Einige Journalisten bezeichneten den Namen der Suchmaschine als albern. Als Weinberg wegen des Namens gefragt wurde, erklärte er:

“Really it just popped in my head one day and I just liked it. It is certainly influenced/derived from Duck Duck Goose, but other than that there is no relation, e.g. a metaphor.”

„Eigentlich kam er mir eines Tages einfach in den Kopf, und ich mochte es einfach. Er ist natürlich beeinflusst bzw. abgeleitet von Duck Duck Goose, aber ansonsten gibt es keinen Bezug, beispielsweise eine Metapher.“

Duck Duck Goose („Ente Ente Gans“) ist ein Kinderspiel, das dem Spiel Plumpsack ähnelt.
DuckDuckGo veröffentlicht detaillierte Statistiken über den Datenverkehr und verzeichnete am 1. März 2012 erstmals mehr als 1,5 Millionen direkte Suchanfragen pro Tag.
Die Suchmaschine wurde in der Reihe Elevator Pitch Friday des Weblogs TechCrunch vorgestellt und war Finalist in der Yahoo! Search BOSS – Mashable Challenge. Im Juli 2010 startete Weinberg eine DuckDuckGo-Community-Website, um Benutzern die Möglichkeit zu geben, Probleme zu veröffentlichen, die Verbreitung der Suchmaschine im Netz zu diskutieren, neue Funktionen zu beantragen und darüber zu diskutieren, den Code freizugeben.
Die Linux-Distribution Linux Mint nahm 2013 DuckDuckGo in der Version 12 als Standardsuchmaschine auf, ist aber 2022 wieder auf Google umgestiegen.
Nach dem Bekanntwerden des Überwachungsprogramms PRISM stieg die Nutzung von Suchmaschinen wie DuckDuckGo und Ixquick/Startpage sprunghaft an. Bei DuckDuckGo verdoppelten sie sich auf rund 3 Millionen täglich. DuckDuckGo unterliegt jedoch wie alle Unternehmen in den Vereinigten Staaten dem USA Patriot Act und hat Behörden wie dem FBI, der NSA und der CIA nach einer Genehmigung durch das FISA-Geheimgericht Zugriff auf seine Server zu gewähren. Die Server werden über den Webhoster eNom.com bereitgestellt. DuckDuckGo betreibt somit seinen Dienst zudem auf Amazon-Servern.
Der Webbrowser Pale Moon verwendet DuckDuckGo ab Version 24.4.0 vom März 2014 als Standard-Suchmaschine.
Im Mai 2014 wurde eine neu designte Version der Suchmaschine veröffentlicht, die sich auf Verbesserungen der gelieferten Antworten fokussierte. Auch kamen Funktionen, die Nutzer bereits wünschten; zum Beispiel eine Bilder- beziehungsweise Lokalsuche, automatisches Vervollständigen und mehr.
Seit Anfang September 2014 wird die Suchmaschine in China blockiert.
Am 18. September 2014 fügte Apple auf seinen Betriebssystemen iOS und macOS DuckDuckGo als optionale Suchmaschine für den Standardbrowser Safari hinzu.
Am 10. November 2014 fügte auch Mozilla in seinem Browser Firefox 33.1 DuckDuckGo als optionale Suchmaschine hinzu. Im Oktober 2018 überschritt DuckDuckGo 30 Millionen Suchanfragen pro Tag.
DuckDuckGo ist auch via ddg.gg und duck.com erreichbar; Google erhielt im Jahr 2010 durch die Übernahme von On2 Technologies diese Domain und übertrug sie im Jahr 2018 an DuckDuckGo.
Am 11. Januar 2021 überschritt DuckDuckGo erstmals 100 Millionen Suchanfragen pro Tag.
Im März 2023 haben die Entwickler als Reaktion auf die Einbindung von ChatGPT in die Bing-Suche von Microsoft angekündigt, die Suchfunktion durch Künstliche Intelligenz zu erweitern. Das DuckAssist genannte NLP-System zeigt den Anwendern bei Suchen passende Inhalte von Wikipedia. Es ist zunächst eine Beta-Funktion für Nutzer der DuckDuckGo-Browser oder -Browser-Erweiterungen und wird bei Erfolg für alle User ausgerollt.

## Funktionen

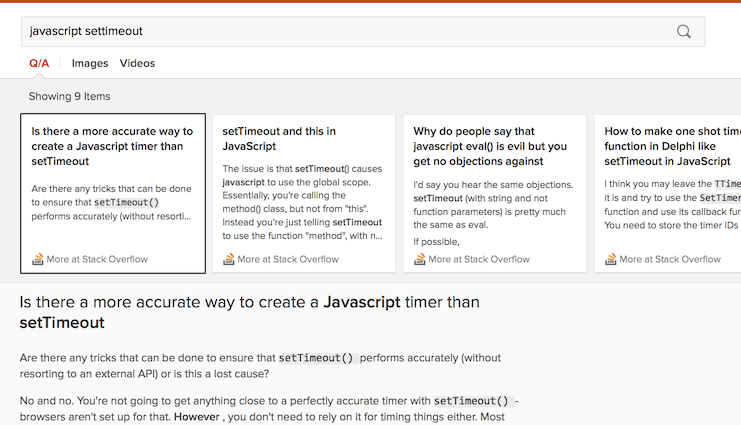
Zero-Click-Info über einen gesuchten Begriff der Programmiersprache JavaScript

Die Suchergebnisse von DuckDuckGo werden aus verschiedenen Quellen, darunter Yahoo! Search BOSS, und dem eigenen Webcrawler DuckDuckBot bezogen. DuckDuckGo benutzt außerdem Daten von vielbesuchten Websites, speziell Wikipedia, um die „Zero-click“-Infokästchen zu bestücken. Dabei handelt es sich um kleine Bereiche oberhalb der Suchergebnisse, die Themenzusammenfassungen und verwandte Themen beinhalten. DuckDuckGo bietet außerdem die Möglichkeit, die Ergebnisse nach kommerziellen Einkaufsseiten oder Info-Seiten ohne Verkaufsabsichten zu filtern. Dies kann durch verschiedene Such-Buttons auf der Website ausgewählt werden. Auch kann man gezielt in ausgewählten Websites suchen, indem man die „!Bang“-Syntax nutzt. Hierbei handelt es sich um spezielle Schlüsselwörter, die mit einem Ausrufezeichen beginnen und die man in seiner Suchabfrage verwenden kann. Suchen auf de.wikipedia.org sind etwa mit dem Schlüsselwort !wde möglich, also unabhängig von den Suchkürzeln mancher Browser.
DuckDuckGo positioniert sich auf dem Markt als eine Suchmaschine, bei der die Privatsphäre ihrer Nutzer an erster Stelle steht. Aus diesem Grund werden keine IP-Adressen gespeichert, keine Informationen über Besucher protokolliert und Cookies nur verwendet, wenn sie absolut notwendig sind. Weinberg sagt: „DuckDuckGo sammelt oder teilt standardmäßig keine persönlichen Informationen. Das ist kurz gesagt unsere Datenschutzrichtlinie.“ Weinberg hat die Qualität seiner Suchmaschine dahingehend weiterentwickelt, dass Suchergebnisse für Content Farms wie eHow ausgefiltert werden. Dort werden täglich 4.000 Artikel veröffentlicht, die von selbständigen und dafür bezahlten Autoren produziert werden. Weinberg bezeichnet diese Inhalte als „schlechte Qualität und ausschließlich dafür erstellt, die Seite beim Google-Suchindex weit nach oben zu bringen“. DuckDuckGo versucht ebenso Ergebnisse mit Seiten auszufiltern, die sehr viel Werbung beinhalten.
Im August 2010 führte DuckDuckGo die anonyme Suche ein, einen Ausgangspunkt für die Kooperation der Suchmaschinen mit dem Anonymisier-Netzwerk Tor. Diese erlaubt Anonymität durch Routing des Datenverkehrs durch eine Vielzahl von verschlüsselten Relais. Weinberg sagte: „Ich glaube, das passt genau in unsere Datenschutzrichtlinie. Durch die Nutzung von Tor und DDG kann jeder nun ganz anonym auf der Suche sein. Und wenn Sie unsere verschlüsselte Homepage benutzen, können Sie dazu noch ‚Ende-zu-Ende-verschlüsselt‘ suchen.“
Seit 2018 will der Dienst den Datenschutz seiner Nutzer nicht nur während der Web-Suche, sondern auch beim Surfen im Internet absichern. Für diesen Zweck hat DuckDuckGo neue Browser-Erweiterungen für Firefox, Chrome und Safari sowie mobile Apps für Android und iOS entwickelt. Laut DuckDuckGo kommen auf 76 Prozent aller Webseiten Google-Tracker zum Einsatz, während wiederum 24 Prozent auf Facebook-Tracker setzen. In der Praxis blockieren die neuen Tools automatisch diese und andere Tracking-Dienste im Netz, um dadurch die Privatsphäre des Nutzers zu wahren. Damit ähneln die Lösungen bekannten Datenschutz-Tools und Adblockern wie Ghostery, NoScript oder uBlock Origin. Ferner stellen die DuckDuckGo-Lösungen auch sicher, dass eine verschlüsselte Verbindung mit Webseiten aufgebaut wird, sofern diese HTTPS unterstützen. Diese Funktionalität dürfte vielen Nutzern von der EFF-Erweiterung HTTPS Everywhere bekannt sein, die unter anderem standardmäßig im Tor Browser zum Einsatz kommt.

## Technik
Die Suchmaschine ist in Perl programmiert und läuft auf FreeBSD mit nginx. Ein kleiner Teil des Codes ist als freie Software auf dem US-Hosting-Dienst GitHub unter einer Apache-2.0-Lizenzierung veröffentlicht worden.
DuckDuckGo ist eine Kombination aus Metasuchmaschine und eigenem Webcrawler. Primär auf Programmierschnittstellen der großen Konkurrenten gestützt (z. B. Yahoo! Search BOSS), wird das Produkt deshalb von TechCrunch als Hybrid bezeichnet.

## Kritik
Anfang Juli 2020 wurde bekannt, dass der Android-Webbrowser von DuckDuckGo alle besuchten Webseiten – oder Hostnamen – an einen Server des Betreibers verschickt.
Erst nach größerer öffentlicher Kritik versprach das Unternehmen Verbesserung.
Im Mai 2022 entdeckten Sicherheitsforscher, dass DuckDuckGo Tracker von Microsoft in seinem mobilen Browser zulässt. Gabriel Weinberg erklärte daraufhin auf Twitter, dass es sich um eine vertragliche Regelung handelt, ohne die DuckDuckGo keinen Zugriff auf den Bing-Index für ihre Suche erhalten würde.